# لي تشي (فيلسوف)

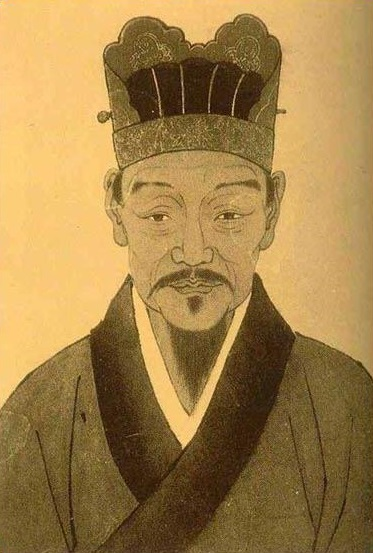
لي تشي.

لي تشي (1602–1527)، المعروف غالبًا باسمه الحركي تشوو (الذي يعني «أنا الذكي»)، فيلسوف ومؤرخ وكاتب صيني من أواخر عهد سلالة مينغ الحاكمة. كان منتقدًا لآراء الكونفوشوية الجديدة التي تبناها الفيلسوف تشو شي، وكانت آنذاك عقيدة حكومة سلالة مينغ، فتعرّض للاضطهاد وانتحر في السجن.

## سيرة حياته
ولد تشي في جينجيانغ، مقاطعة فوجيان (في تشوانتشو الحديثة). كان سلفه عبر سبعة أجيال هو لين نو، ابن لِي لو، وهو تاجر بحري. زار لين نو مملكة هرمز في بلاد فارس في عام 1376، واعتنق الإسلام بعد زواجه من فتاة سيمو (التي كانت على الأرجح إما فارسية أو عربية)، وعاد بها إلى تشوانتشو. سُجّل هذا في سلسلة أنساب لين ولِي. إلا أن الدين الجديد لم يترسخ في نسبه وتوقفت الأسرة عن ممارسة الإسلام في عهد جده. كسب والده لقمة عيشه من التدريس، ولذلك تلقى لي تشي تعليمه منذ سن مبكرة.
اجتاز تشي امتحانات القرية في عام 1551، وبعد خمس سنوات عُيّن مدرّسًا في كونغتشنغ (في مدينة هويشيان الحديثة، مقاطعة خنان). رُقّي في عام 1560 إلى رتبة أستاذ في الأكاديمية الإمبراطورية (غوا زو جيان) في مدينة نانجينغ، لكنه دخل في حداد بَنَوِيّ، وعاد إلى موطنه الأصلي تشوانتشو. شارك خلال هذا الوقت في الدفاع عن المدينة الساحلية ضد هجمات قراصنة الووكو. عُيّن في الأكاديمية الإمبراطورية في بكين بعد عودته من الحداد في عام 1563.
خدم تشي في وزارة الإصلاح في بكين في عام 1566، وأصبح تلميذًا في مدرسة القلب (مدرسة فلسفية) (اليانغمينية) وكذلك في الفكر البوذي. ثم عُيّن واليًا لمقاطعة يوان في يوننان في عام 1577، لكنه ترك منصبه بعد ثلاث سنوات. تولى منصبًا تدريسيًا بعد ذلك في مقاطعة خوبى بدعوة من جينج دينجلي، لكنه تعرّض للهجوم من شقيق دينجلي الذي كان باحثًا واعتبره مهرطقًا، لينتقل في النهاية إلى ماتشينج. في عام 1588، حلق تشي شعر رأسه وأصبح راهبًا بوذيًا، لكنه لم يتبع أسلوب الحياة الزاهد للرهبان الآخرين. وبعد ذلك بعامين، طُبع عمله «إي بوك تو هايد».
سافر تشي خلال تسعينيات القرن السادس عشر، فزار جينينغ ونانجينغ، حيث التقى الكاهن ماتيو ريتشي وناقش معه الاختلافات بين الفكر البوذي والكاثوليكي. عند عودته إلى ماتشينج في عام 1600، أُجبر مرة أخرى على المغادرة بعد مضايقات من القاضي المحلي بسبب آرائه الفلسفية.
اتهم تشانغ ويندا ومسؤولون آخرون في الرقابة تشي بخداع المجتمع بأفكاره الهرطقية، فقُبض عليه وسُجن حيث انتحر. بعد سماعه أنه سينفى إلى موطنه الأصلي فوجيان، قطع حلقه بسكين حلاقة استولى عليها من أحد الخدم. دفُن في تونغتشو، بكين حيث لا يزال قبره قائمًا.

## فلسفته
استندت فلسفة لي تشي على الكونفوشية الجديدة، على الرغم من أنه كان من أشد المنتقدين لمدرسة تشين شو الأرثوذكسية آنذاك، وقد عرّف نفسه بالفعل على أنه مهرطق. ويمكن النظر إليه على أنه متأثر بوانغ يانغ مينغ (1529–1472)، وكذلك بمدرسة تايتشو. نفى تشي فكرة أن تكون النساء أدنى من الرجال في الذكاء الفطري، وجادل بأن العديد من النساء في التاريخ الصيني، مثل وو شتيان، كنّ في الواقع متفوقات على الرجال. ومع ذلك، فهو لا يعتقد بوجوب تحرر المرأة وأثنى على الأرامل اللواتي اخترن الانتحار على الزواج مرة أخرى.

### القلب-العقل الطفولي (تونغ شين؛ براءة طفولية)
القلب-العقل الطفولي هو الإرادة أو النية الحقيقية. إذا أنكر المرء القلب-العقل الطفولي، فهو ينكر الإرادة والنية الحقيقية. القلب-العقل الطفولي صادق تمامًا وخالٍ من كل باطل؛ إنه الإدراك الأصل منذ بداية الفكر الأول، - لي تشي، «حول القلب-العقل الطفولي».
كتب لي تشي قدرًا كبيرًا عن «القلب-العقل الطفولي» (تونغ شين؛ براءة طفولية). على الرغم من أن الشخص ذو العقل الطفولي كان يعد ذات يوم شخصًا «ساذجًا وغير ناضج وعديم الخبرة في نظر العالم» - وبالتالي «لا بد أن يصل إلى نهاية سيئة» - يستخدم لي هذا المصطلح بمعنى مختلف، كما يتضح من إشارته إلى مسرحية القرن الثالث عشر الغرفة الغربية (شيشيانغ جي). في هذه المسرحية، يطوّر باحث وفتاة علاقة «محرمة» إلى حد ما، إذ تربطهما علاقة حب سرية يتجاوزان بها «العوائق التقليدية» التي يقيمها المجتمع أمام حبهما، ويتزوجان أخيرًا. في الرواية الأصلية (خلال الحقبة الزمنية لسلالة تانغ الحاكمة، بين القرن السابع إلى العاشر ميلادي)، يتمتع العاشقان نفسيهما بعاطفيةٍ رومانسية لم تدم طويلًا، تأخذ منعطفًا صعبًا عندما يقرر الباحث ترك الفتاة، ما يترك الاثنين أمام خيار واحد هو الزواج من أشخاص آخرين، وإن لم يكن من منطلق «الحب الحقيقي». في الإشارة إلى هذا، يناقش لي مُثُل العشاق في مسرحية الغرفة الغربية، وهي «العفوية والصدق وغزارة المشاعر والرغبة العاطفية». هذه كلها جوانب من قلب-عقل لي الطفولي.
يُعتقد أن أعمال لي حول فكرة القلب-العقل الطفولي «مبتكرة» ولكنها «مشوشة وغير متسقة». ينظر بعضهم إلى أن أفكار لي التي تبدو غير متوافقة حول فكرة القلب-العقل هي بنية أخلاقية نسبية «حيث كل شيء مباح ومقبول». إلا أن بولين لي ترفض هذا التفسير وتحاجج بدلًا من ذلك بأن عمل لي مفيد في السماح لنا بفهم الوسط الثقافي الذي عاش فيه، وأن «رؤيته الفلسفية» تحمل «قيمة وقوة جوهرية» عظيمة.
لا يختلف مفهوم القلب-العقل الطفولي هذا عن مفاهيم معاصري لي في مواضيع مماثلة. في الواقع، ربما يكون لي قد أخذ في الاعتبار مصطلحات معاصريه، وهي «القلب-العقل الأصل» (بن شين)، و«القلب-العقل الحقيقي» (تشن شين)، و«المعرفة الخالصة» (ليانغ جي)، و«القلب-العقل الطفلي» (تشيزي جي شين).
يأتي مصطلح «بن شين» من مقطع يعود لـ Mengzi يقول إنه إذا تصرّف الناس وفقًا لـ «أجزاء الرغبة في أجسادهم»، حتى لو كان ذلك لإنقاذ حياتهم وحتى لو كان القرار صعبًا عليهم، فإنهم «يفقدون الاتصال» بقلبهم-عقلهم الأصل، وهو الأمر الذي يعتقد Mengzi أنه «أعظم مورد أخلاقي للبشر». اتخذ لي تشي قرارًا واعيًا بعدم استخدام هذا المصطلح، مفضلًا بدلًا من ذلك استخدام (تونغ شين؛ براءة طفولية). قد يرجع هذا جزئيًا إلى حقيقة أنه في الوقت الذي اعتقد فيه Mengzi أن القلب-العقل هو شيء يجب تنميته ورعايته، رأى لي هذا المفهوم كشيء يجب «الحفاظ عليه»، لأنه وفق رأيه، أمر مثالي بالفطرة منذ الولادة. اعتقد Mengzi أيضًا أن هناك «طريقًا محددًا للتنمية الذاتية الأخلاقية» وأن أولئك الذين اتبعوا هذا الطريق بشكل صحيح سيكون لديهم جميعًا نفس المواقف الأخلاقية، في حين رأى لِي أن هناك العديد من الطرق المختلفة التي يمكن للمرء تنمية القلب-العقل من خلالها. وخاصة بقراءة نصوص معينة أو اتباع ممارسات معينة.
عثر على مصطلح «تشن شين» في النص البوذي «بلاتفورم سوترا» الذي يقال إنه مماثل لمفهوم «التركيز العميق للوحدانيّة»، وهو شيء يجب ممارسته مع الحفاظ أيضًا على عدم الارتباط أو التعلق بالأشياء. ومع ذلك، فإن القلب-العقل، من وجهة النظر هذه، يتعرض لخطر الوقوع في شرك (الداو) إذا تاق نحو أي شيء، أي إذا أصبح متعلقًا جدًا. في النهاية، يعد القلب-العقل في هذا المفهوم، يعمل بشكل صحيح إذا كان يفعل الأشياء بسلاسة طبيعية، بدلًا من المجاهدة ضد الطريقة الطبيعية لسير الأشياء (أو الداو). تلعب تنمية الذات دورًا في فكرة القلب-العقل أيضًا من خلال التركيز العميق.